# Yves Beaunesne
Yves Boonen dit Beaunesne est un metteur en scène belge né en 1958.

## Biographie
Après un doctorat en droit et une agrégation de lettres, Yves Beaunesne se forme à l’INSAS, à Bruxelles, et au Conservatoire national supérieur d'art dramatique de Paris en auditeur libre.
Il signe, en novembre 1995, sa première mise en scène en créant, au Quartz de Brest, Un mois à la campagne d’Ivan Tourgueniev, repris au théâtre Gérard Philipe à Saint-Denis et en tournée en France et à l’étranger jusqu’en juin 2000. La pièce a été publiée aux éditions Actes Sud-Papiers dans une traduction et une adaptation qu’il a cosignées avec Judith Depaule. Le spectacle a obtenu le prix Georges-Lerminier du Syndicat de la critique.
En 2006-2007, il crée Le Partage de midi et L'Échange de Paul Claudel. Le premier sera présenté à la Comédie-Française, le second au Théâtre national de la Colline.
Il est nommé en juillet 2002 directeur-fondateur de la Manufacture-Haute École de théâtre de Suisse romande dont le siège est à Lausanne et qui ouvre ses portes en septembre 2003. Il reste à la direction de cette école jusqu'en janvier 2007.
Il enseigne au Conservatoire national supérieur d'art dramatique de Paris, à l’École professionnelle supérieure d'art dramatique de Lille, aux conservatoires de Poitiers et de Rouen, au Théâtre national de Pékin.
Le 6 décembre 2010, Yves Beaunesne est nommé à la tête du Centre dramatique régional de Poitou-Charentes par Frédéric Mitterrand, ministre de la Culture et de la Communication. Cette nomination suscite une controverse,. Il est confirmé dans ses fonctions et, au travers de trois mandats successifs, reste à la direction du centre dramatique, devenu centre national sous le nom de Comédie Poitou-Charentes, jusqu'au 31 décembre 2020.
Sa mise en scène de L'Annonce faite à Marie de Claudel en 2014 est remarquée par la critique.

## Théâtre (mise en scène)
- 1995 : Un mois à la campagne d'Ivan Tourgueniev, Le Quartz, 7 novembre
- 1996 : Il ne faut jurer de rien d'Alfred de Musset, Théâtre Vidy-Lausanne, 16 novembre
- 1997 : L'Éveil du printemps de Frank Wedekind, Le Quartz, 4 novembre
- 1998 : Yvonne, princesse de Bourgogne de Witold Gombrowicz, Le Quartz, 4 novembre
- 1999 : La Fausse Suivante de Marivaux, Théâtre Vidy-Lausanne, 2 novembre
- 2001 : La Princesse Maleine de Maurice Maeterlinck, Louvain-la-Neuve, Atelier théâtral Jean Vilar, 6 novembre), en collaboration avec le chorégraphe Nasser Martin-Gousset
- 2002 : Ubu roi d'Alfred Jarry, Saint-Étienne, Théâtre du Parc, 14 mars
- 2003 : Edgar et sa bonne et Le Dossier de Rosafol d'Eugène Labiche, Théâtre de l'Union, 14 janvier
- 2004 : Oncle Vania d'Anton Tchekhov, Saint-Quentin-en-Yvelines, Théâtre de Saint-Quentin, 23 mars), en collaboration avec le chorégraphe Nasser Martin-Gousset
- 2005 : Conversation chez les Stein sur Monsieur de Goethe absent de Peter Hacks, Nîmes, Théâtre de Nîmes, 12 janvier
- 2006 : Dommage qu'elle soit une putain de John Ford, Saint-Quentin-en-Yvelines, Théâtre de Saint-Quentin, 26 janvier
- 2006 : Werther de Jules Massenet, direction musicale Alain Altinoglu Opéra de Lille, 13 mai)
- 2007 : Partage de midi de Paul Claudel, Comédie-Française, 30 mars, repris en septembre 2009 au Théâtre Marigny
- 2008 : Rigoletto de Giuseppe Verdi, opéra de Dijon, 7 mai
- 2008 : L'Échange de Paul Claudel, Théâtre de la Place Liège, et Théâtre national de la Colline, 15 novembre
- 2008 : Le Canard sauvage de Henrik Ibsen, Théâtre de la Coursive La Rochelle, 6 novembre
- 2009 : Così fan tutte de Mozart, Dirigé par François Bazola Maison de la Coursive de Bourges Bourges, 13 janvier
- 2009 : Orphée aux Enfers de Jacques Offenbach, direction musicale Alain Altinoglu, Festival international d'art lyrique d'Aix-en-Provence, juillet 2009
- 2009 : Lorenzaccio d'Alfred de Musset, Opéra de Dijon, 12 novembre, tournée
- 2010 : Récit de la servante Zerline d'Hermann Broch, La Coursive à La Rochelle, 8 novembre, tournée
- 2011 : On ne badine pas avec l'amour d'Alfred de Musset, Comédie-Française Théâtre du Vieux-Colombier
- 2011 : Pionniers à Ingolstadt de Marieluise Fleisser, Théâtre de Nîmes
- 2012 : L'Intervention de Victor Hugo, théâtre La Blaiserie à Poitiers
- 2013 : Roméo et Juliette de William Shakespeare, Théâtre de Liège
- 2014 : L'Annonce faite à Marie de Paul Claudel, Théâtre d'Angoulême[4]
- 2015 : Docteur Camiski ou l'esprit du sexe, de Pauline Sales et Fabrice Melquiot, épisode 6 Arrivée là par hasard, Comédie de Saint-Étienne
- 2015 : Il ne faut jurer de rien d'Alfred de Musset, Théâtre Le Public à Bruxelles
- 2015 : Intrigue et Amour de  Friedrich von Schiller, Théâtre du Peuple à Bussang
- 2016 : Lettres à Élise de Jean-François Viot, Théâtre d'Angoulême
- 2016 : Le Cid de Pierre Corneille (version de 1637), Théâtre d'Angoulême
- 2018 : Le Prince travesti de Marivaux, Théâtre d'Angoulême
- 2019 : Ruy Blas de Victor Hugo, Grignan
- 2020 : La Maison de Bernarda Alba, de Federico García Lorca, Théâtre Montansier
- 2022 : Le Tartuffe ou l'Imposteur de Molière, Théâtre de Liège
- 2022 : Andromaque de Jean Racine, Grand Théâtre de Luxembourg
- 2023 : La Maison de Bernarda Alba, de Federico García Lorca, Château de Machy

## Distinctions
- Prix du Syndicat de la critique 1996 : Prix Georges-Lerminier pour Un mois à la campagne d'Ivan Tourgueniev
- Prix du Syndicat de la critique 2025 : Grand prix pour Le procès de Jeanne, d’après les minutes du procès de condamnation de Jeanne d’Arc – 1431, conception Judith Chemla et Yves Beaunesne, mise en scène Yves Beaunesne[5]

## Cinéma
Yves Beaunesne a écrit avec Marion Bernède et Christophe Le Masne le scénario d’un long-métrage, Le jour où nous serons fauchés comme des rats d’église.